# 小岩井農場の基礎輸入牝馬
小岩井農場の基礎輸入牝馬（こいわいのうじょうのきそゆにゅうひんば）とは、20世紀初頭に小岩井農場が日本国外から輸入した繁殖牝馬のことである。これらの子孫は日本でたいへん繁栄しており、ほかの輸入繁殖牝馬とは特別に区別する場合がある。とくに、1907年にイギリスから輸入した20頭だけを指すこともある。

## 背景
おおよそ1950年代ごろまでの日本では、小牧場の経営者が単独で外国から繁殖牝馬を輸入するのは難しかった。外国から優れた繁殖牝馬を輸入できるのは民間では三菱財閥の小岩井牧場、官では宮内省の御料牧場など一部の大資本を持つ牧場に限定されていた。理由は以下の通りである。
- 渡航に費用がかかり、内外の価格差もある。
- 繁殖牝馬購入に投資してから、産駒を売却して回収するまでに時間がかかる。更に産駒の競走成績が確定するまでには、牝馬の購入から5年から10年は先のことである。小さな牧場ではその間の資金繰りが難しい。
- 日本の牧場の多くは家族的経営によって運営されていたため、経営者が購買のために長期間牧場を留守にすることはできない。
- 購買にあたって、外国語での交渉力が求められる。
- 諸外国で競走のグループ制やブラックタイプが導入されるまでは、血統や競走成績の良し悪しに関する情報が不足していた。
- 欧米から繁殖牝馬を輸入するには太平洋航路やインド洋航路などを非常に長い時間かけて移動してくる必要があり、動物の輸入は困難。

一般にある牧場の生産馬から優秀な馬がでた場合、その母親や兄弟姉妹などの一族はその牧場の経営の根幹となり門外不出とされることが多い。ある牧場固有の牝系（ファミリーライン）をハウス血統もしくはハウス系統と呼ぶこともある。
しかし当時は国内産の馬の品種改良のため、小岩井牧場や御料牧場は輸入馬から生産した牝馬は自分の牧場に戻さずに売却し国内の生産牧場はこれを買うことで外国の優秀な血統の普及をはかった。このため、特に太平洋戦争以前に大牧場が輸入した繁殖牝馬は非常に子孫（ファミリー）が増えている。
1980年代以降はそれぞれの牧場が自前で海外から繁殖牝馬を輸入することが容易になり、国内の血統地図も大きく塗り替えつつある。それでも戦前の基礎輸入牝馬の子孫からは例年多くの活躍馬が登場し、一部の系統はブランド化している。

## 明治40年輸入の20頭とその子孫
ここでは牝馬の子（いわゆる「ファミリー」）のみを記載する。
※馬名が斜書体の馬はセントサイモンの血を一切含まない
ビューチフルドリーマー　Beautiful Dreamer　（ファミリーナンバー：12）1904年産 父：Enthusiast
カブトヤマ、ハクリヨウ、メイヂヒカリ、オーテモン、オーハヤブサ、シンザン、タケホープ、エリモジョージ、ビクトリアクラウン、エルプス、ニッポーテイオー、テイエムオーシャンなど
フロリースカップ　Florrie's Cup　（ファミリーナンバー：3-l）1904年産 父：Florizel II
ガーネツト、コダマ、ダテテンリュウ、キタノカチドキ、カツラノハイセイコ、ニホンピロウイナー、サンドピアリス、ナリタハヤブサ、シスタートウショウ、ポレール、マチカネフクキタル、スペシャルウィーク、メイショウサムソン、ウオッカ、レイパパレなど
アストニシメント　Astonishment　（ファミリーナンバー：7-c）1902年産 父：Quickly Wise
クリフジ、チトセホープ、ヤマトキョウダイ、リュウズキ、テンモン、ブロケード、メジロデュレン、メジロマックイーン、オフサイドトラップ、トロットスター、インテリパワー、リージェントブラフ、ショウナンカンプ、ブルーコンコルド、キングズソードなど
プロポンチス　Propontis　（ファミリーナンバー：4-d）1897年産 父：Ravensbury
ワカクサ、アスコット、ニットエイト、グランドマーチス、ゴールドスペンサー、アイネスフウジン、ハクタイセイ、レガシーワールド、トーホウエンペラーなど
フラストレート　Frustrate　（ファミリーナンバー：1-b）1900年産 父：St.Frusquin
トキツカゼ、クモノハナ、オートキツ、フェアマンナ、オンワードゼア、トウメイ、ホウヨウボーイ、ミナガワマンナ、トロットサンダー、ウメノファイバー、ヤマカツスズラン、アジュディミツオー、ナランフレグなど
ヘレンサーフ　Helen Serf　（ファミリーナンバー：16-c）1903年産 父：St.Serf
ハクシヨウ（初代）、ブランドソール、トキノキロク、アカネテンリュウ、リニアクイン、オヤマテスコ、オサイチジョージ、ブルーファミリー、ヒシミラクル、マイネルホウオウなど
キーンドラー　Keendragh　（ファミリーナンバー：1-o）1898年産 父：Enthusiast
シーマー、テスコガビー、ヤエノムテキなど
エナモールド　Enamoured　（ファミリーナンバー：2-h）1897年産 父：Gonsalvo
コイワヰ、チェックメイト、マイネルダビテなど
ライン　Rhine　（ファミリーナンバー：5-e）1900年産 父：Suspender
スウヰイスー、グルメフロンティア、ダブルハピネスなど
フェアペギー　Fair Peggy　（ファミリーナンバー：6）1902年産 父：St.Gris
トヨウメ、オーヒメ、ヒシマサル（初代）、ステートジャガー、フォーカルポイントなど
ウェットセール　Wet Sail　（ファミリーナンバー：9-b）1898年産 父：Prince Charles
バンブービギン、カズサライン、クラキンコなど
ボニーナンシー　Bonny Nancy　（ファミリーナンバー：10-b）1903年産 父：Queen's Birthday
シノグ、ハイレコード、リユウゲキ、グンシン、オオシマスズラン、カルストンライトオなど
ラヴァレリー　La Valerie　（ファミリーナンバー：6）1899年産 父：Perigord
ラングトンなど ※1930年代以前に牝系子孫断絶
クロンファート　Clonfert　（ファミリーナンバー：14）1903年産 父：Hackler
ゴールドウヰングなど ※1980年代にサラブレッドとしては牝系子孫断絶?
イリタント　Irritant　（ファミリーナンバー：9-d）1901年産 父：Jaquemart
サイピット、ワンピットなど ※1970年代にサラブレッドとしては牝系子孫断絶?
カウンテスケンダル　Countess kendal　（ファミリーナンバー：22-d）1897年産 父：Bassetlaw
※1930年代以前に牝系子孫断絶
グードフェース　Good Faith　（ファミリーナンバー：1-h）1902年産 父：Trenton
※第二十四インタグリオー（種牡馬）の母。牝系は残せず
パルムビーチ　Palm beach　（ファミリーナンバー：19）1900年産 父：Avington
※持ち込み馬のペリゴオド（父Perigord、種牡馬）のみを残し死亡、牝系は残せず
ミスモルガン　Miss morgan　（ファミリーナンバー：5-j）1901年産 父：Connaught（1885年生まれ）
※牡馬カゲツ（父シャルトルース）のみを残し死亡、牝系は残せず
ハンプトンチェリー　Hampton cherry　（ファミリーナンバー：15-d）1899年産 父：Cherry tree
輸入直後に死亡
※特別なものを除き、輸入初期の帝室御賞典勝馬などは割愛した。JRA賞受賞馬を中心に、著名と思われるものを重点的に抜粋。該当馬が少ない場合は2000年以降の重賞勝馬を記載した。

## 明治40年輸入の20頭の特徴
20頭の繁殖牝馬は1897年から1904年のイギリスの生産馬である。セントサイモンがイギリスのリーディングサイアーになったのは1890年から1896年と1900年、1901年のことで20頭の牝馬は比較的セントサイモンの血を強くは受けていない。一方、これより前の時代の主流血統であるハーミット（1880 - 1886年のイギリスリーディングサイアー）やガロピン（1888年と1889年、1898年のリーディングサイアーでセントサイモンの父）、ドンカスター、ストックウェルなどの血も少なく全体として当時の主流ではない血を多く持っている。
1900年代当時、イギリスの馬産はセントサイモンの近親交配（インブリード）が盛んに行われていた。小岩井農場が20頭と同時に輸入した種牡馬もセントサイモンの孫のインタグリオーである。したがってこれら20頭とインタグリオーなどの種牡馬と基礎輸入牝馬を交配してセントサイモンの近親交配を繰り返してもほかの馬のインブリード（近親交配）が発生しにくく、結果としてセントサイモンの長所だけを引き出しやすくなる可能性がある。
小岩井農場では後の時代にシアンモアやプリメロを種牡馬として輸入し、この20頭の子孫との交配によって空前の大成功を収める。この配合はセントサイモンの近親交配を徹底的に繰り返すものである。

### 代表的な例
- カブトヤマ - 東京優駿や帝室御賞典に勝ち、カブトヤマ記念に名を残した。セントサイモンのインブリードは7・5・5×6・6・5。
- クリフジ - 優駿牝馬と東京優駿と菊花賞を勝って変則三冠を達成した。セントサイモンのインブリードは5・5×5・6・6・6。
- トキツカゼ - 皐月賞と優駿牝馬を勝ち、東京優駿では2着。セントサイモンのインブリードは5・6・6×6・6・6・6・6。

## その他の主な基礎輸入牝馬とその子孫
- タイランツクヰーン - トキノミノル、グリーングラス、マックスビューティ、ワカタイショウ、プリマドンナ、エーシンビートロンなど
- フリッパンシー - セントライト、トサミドリ、クリヒカリ、ノースガストなど
- パプース - タチカゼ、ホワイトストーンなど
- オーイエー - メジロムサシ、オキノサキガケ、ヤマブキオー、ツインターボなど
- ステップシスター - オペックホース、リターンエースなど
- フライアースメードン - ハツシバオーなど